# Патрісія Обі
Патрісія Обі (фр. Patricia Obee, нар. 31 жовтня 1991) — канадська веслувальниця, срібна призерка Олімпійських ігор 2016 року.

## Виступи на Олімпіадах
| Олімпіада           | Дисципліна               | Місце |
| ------------------- | ------------------------ | ----- |
| Лондон 2012         | парні двійки, легка вага | 7     |
| Ріо-де-Жанейро 2016 | парні двійки, легка вага | 2     |

## Зовнішні посилання
- Патрісія Обі — олімпійська статистика на сайті Sports-Reference.com (англ.) (архівна версія)

1. ↑  Patricia Obee